# Iryna Farion
Iryna Dmitrievna Farion (in ucraino: Ірина Дмитрівна Фаріон; Leopoli, 29 aprile 1964 – Leopoli, 19 luglio 2024) è stata una politica ucraina.

## Biografia
Iryna Farion si laureò all'Università di Leopoli nel 1987 dopo aver studiato filologia e linguistica slava; sempre qui conseguì un dottorato di ricerca nel 1996 e divenne poi docente, dirigendo anche il centro di studi ucrainistici. 
Da giovane, ai tempi dell'URSS, fu membro del PCUS, ma in seguito si portò su posizioni anticomuniste. Divenuta membro del partito ultranazionalista ucraino Svoboda nel 2005, fu deputata della Settima Rada ucraina, tra il 2012 e il 2014. Non riuscì a essere rieletta per le legislature successive, ma divenne membro del consiglio regionale di Leopoli.
Fin dall'inizio della sua carriera politica, intervenne in campagne mediatiche volte a promuovere la lingua ucraina. Divenne nota per la sua ostilità nei confronti degli ucraini di lingua russa. Nel 2018, durante la guerra del Donbass, chiese di "colpire alla mascella ogni persona di lingua russa".
Intorno alle 19:30 del 19 luglio 2024 a Leopoli, un uomo aprì il fuoco su di lei. Portata in ospedale in gravissime condizioni, morì poche ore dopo. La polizia ucraina avviò quindi un'indagine e una caccia all'uomo alla ricerca dell'assassino. Vyacheslav Zinchenko, un ragazzo di 18 anni che frequentava l'estrema destra, è stato indagato; si dichiara innocente. Alcuni ambienti politici hanno accusato la Russia di essere mandante del delitto.